# Mario Chalmers
Almario Vernard Chalmers, detto Mario (Anchorage, 19 maggio 1986), è un cestista statunitense.

## Carriera

### High school e college

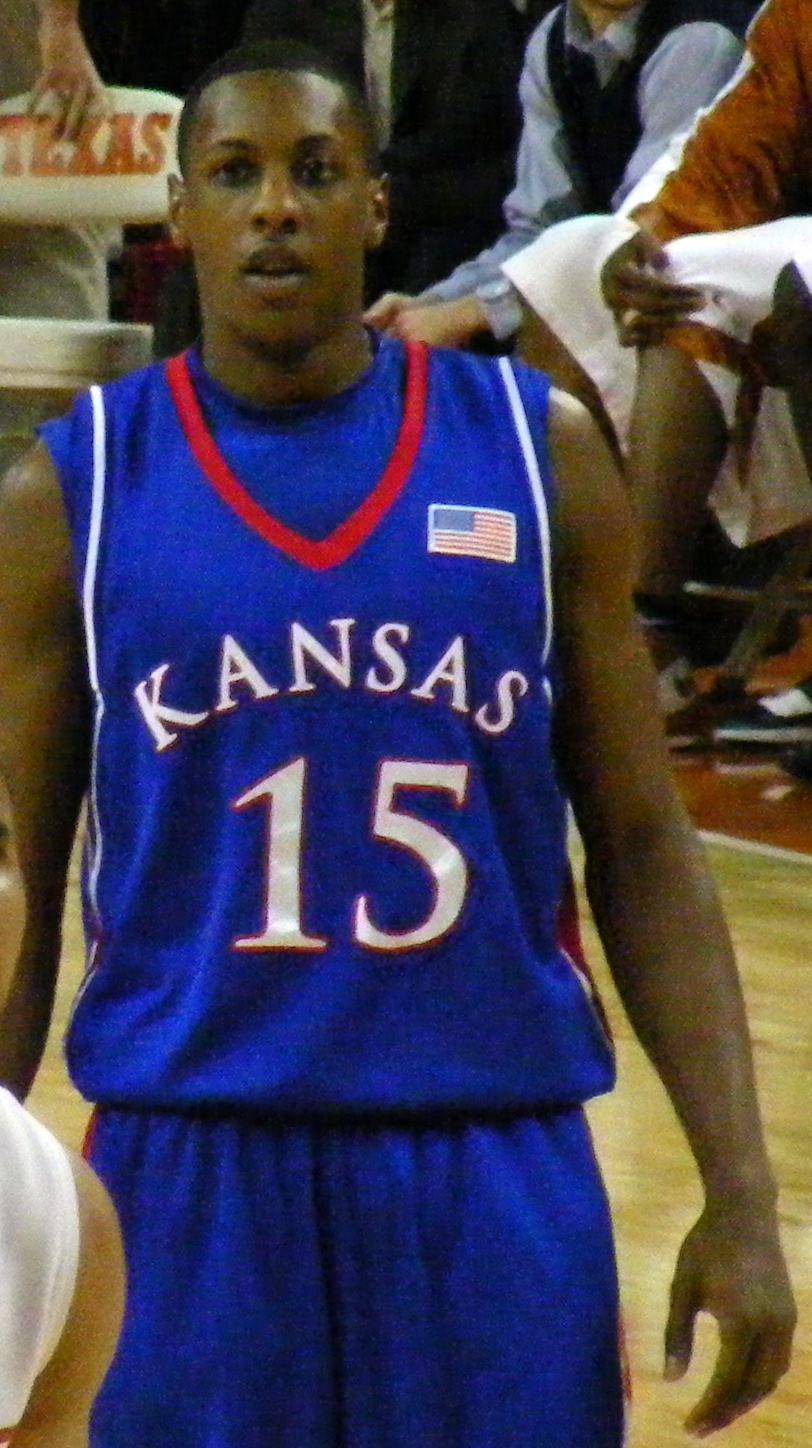
Chalmers con la divisa della Kansas University

Chalmers ha frequentato la Bartlett High School ad Anchorage, in Alaska. Chalmers è stato nominato miglior giocatore dello Stato dell'anno per tre volte di fila, unendosi a Trajan Langdon, come l'unico altro giocatore a farlo. Chalmers ha anche portato la sua scuola a vincere due campionati statali nel 2002 e 2003, e un secondo posto nel 2004.
Chalmers è stato valutato il secondo più forte playmaker nella classe 2005 di reclutamento da Rivals.com e Scout.com. Egli considerava Arizona, Carolina del Nord, Wake Forest e Georgia Tech, prima di impegnarsi alla fine alla University of Kansas il 21 maggio 2004, con i quali vince il titolo NCAA, segnando una tripla allo scadere contro i Memphis Tigers di Derrick Rose e Chris Douglas-Roberts. Più tardi questa tripla verrà soprannominata "Mario's miracle", ossia "Il miracolo di Mario".

### NBA
È stato scelto nel Draft NBA 2008 dai Minnesota Timberwolves, ma è stato ceduto subito ai Miami Heat.
Il 3 settembre 2008, Chalmers e l'ex compagno di squadra Kansas Jayhawks e un suo compagno di squadra Darrell Arthur vennero espulsi dall'NBA rookie transition program, dopo un incidente legato al possesso di marijuana.. Chalmers ha negato qualsiasi collegamento con la marijuana e venne poi multato di 20.000 dollari dalla Lega per violazioni del regolamento, ma non per possesso di droghe.

#### Miami Heat

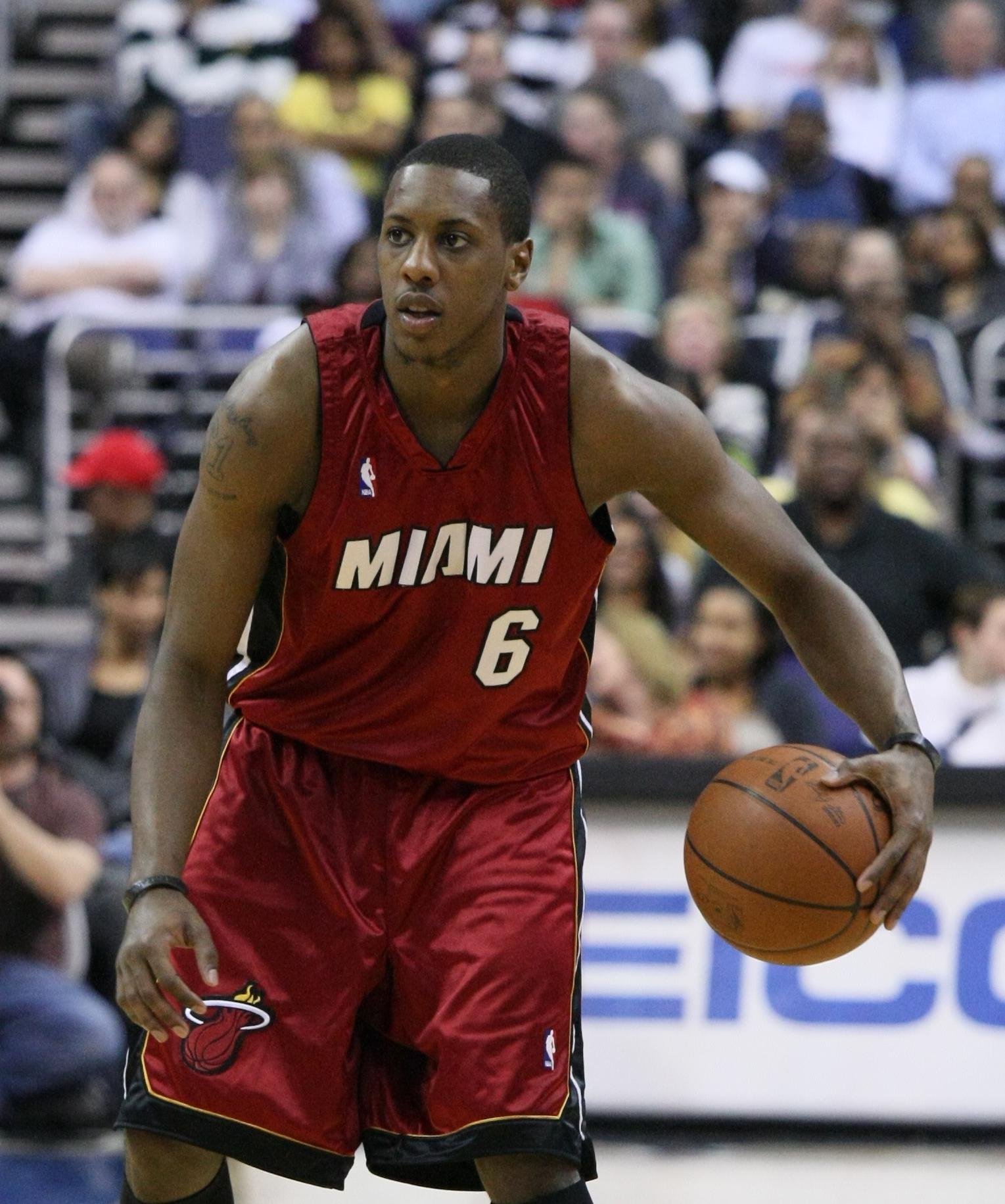
Mario Chalmers contro i Washington Wizards nel 2010

Chalmers ha giocato da titolare tutte le 82 partite della regular season nel suo anno da rookie e ha finito la stagione con medie di 10,0 punti, 4,9 assist, 2,8 rimbalzi e 1,95 palle rubate in 32,0 minuti a partita. Le sue 1,95 palle rubate a partita, lo mettono al primo posto tra i rookie e al quarto posto in assoluto nella lega.
Il 5 novembre 2008 Chalmers ha stabilito un nuovo record di squadra per i Miami Heat con 9 palle rubate in un solo quarto di gioco nella NBA.
Chalmers ha giocato in ogni partita fino al 31 gennaio tranne la partita contro i Milwaukee Bucks. È stata la prima partita che non ha giocato nei suoi due anni di carriera. Il 31 gennaio 2010, una risonanza magnetica ha confermato che Chalmers si è strappato un legamento del pollice. Tornato dall'infortunio dopo poche settimane, ha giocato il resto della stagione e dei play-off.
L'8 luglio 2010, quando LeBron James ha annunciato che si sarebbe unito ai Miami Heat, Chalmers ha cambiato il suo numero 6, che indossava dal college, cedendolo a James.
In gara 5 delle finali NBA 2011, Chalmers ha corso e ha tirato da metà campo sulla sirena del secondo quarto per dare ai Miami Heat il 31-30, ma gli Heat perdono la partita contro i Dallas Mavericks 112-103 e si va così sul punteggio di 3-2 per i texani. Chalmers aveva totalizzato 15 punti, quattro rimbalzi, due assist e una palla rubata.
L'anno successivo resta agli Heat, che concludono la regular season al secondo posto della Eastern Conference. Chalmers conclude con una media stagionale di 9,8 punti, 2,7 rimbalzi e 3,5 assist. Ai play-off incontrano al primo turno i New York Knicks che superano facilmente per 4-1; al secondo turno affrontano la terza classificata in regular season, gli Indiana Pacers che battono per 4-2. Alle finali di conference affrontano i Boston Celtics che superano in rimonta 4-3. Alle Finals affrontano gli Oklahoma City Thunder, delle stelle Kevin Durant (miglior realizzatore dell'anno), Russell Westbrook e James Harden (miglior sesto uomo dell'anno); dopo una prima sconfitta subita battono per 4 volte di fila la franchigia allenata da Scott Brooks, vincendo la serie per 4-1 diventano campioni. Chalmers ha avuto una media di 11,3 punti, 3,7 rimbalzi e 3,9 assist. Il 12 gennaio 2013 realizza il suo massimo in carriera per punti segnandone 34, con 12/16 dal campo, pareggiando anche il record di squadra dei Miami Heat per triple segnate, mettendone a referto ben 10.
L'anno successivo gli Heat riescono a vincere 27 gare di fila, diventando così la seconda franchigia con la serie positiva più lunga della storia. La franchigia di Miami arriva prima nella regular season (66-16), e ai NBA playoffs supera prima i Milwaukee Bucks (4-0), poi i Chicago Bulls orfani di Derrick Rose, e in finale di conferece gli Indiana Pacers di Paul George e arriva alle finals contro i San Antonio Spurs. Miami e San Antonio danno il via ad una combattutissima serie che porta sino a gara 7 dove Miami bisserà il titolo battendo gli Spurs 95-88, partita in cui Mario mette a segno 14 punti. Per Chalmers è il secondo anello NBA (consecutivo).

#### Memphis Grizzlies
L'11 novembre 2015 viene ceduto ai Memphis Grizzlies, insieme al compagno di squadra James Ennis, in cambio di Beno Udrih e Jarnell Stokes.
Il 9 marzo 2016 si rompe il tendine d'achille e il giorno successivo viene tagliato. Una volta ristabilitosi, inizialmente non viene firmato. Torna tuttavia a far parte dei Grizzlies il 19 luglio 2017, rimanendovi per tutta la stagione 2017-2018.

### Dopo la NBA

#### Virtus Bologna
Viene ingaggiato dalla Virtus Bologna il 3 marzo 2019. Fa l'esordio in una gara ufficiale pochi giorni dopo, in occasione della gara d'andata di Basketball Champions League contro i francesi del Le Mans, gara in cui mette a referto 7 punti, 3 assist e altrettanti rimbalzi in 12 minuti d'utilizzo. Con i suoi 7,7 punti di media, contribuisce a far vincere questa competizione alla Virtus. In occasione della finale contro il Canarias Tenerife mette a referto 8 punti, seppure con percentuali non eccelse dal campo. In campionato invece gioca quattro partite dove viaggia a 8 punti e 3,3 assist in 18,5 minuti di media.

#### Parentesi successive
Il 4 novembre 2019 viene ingaggiato dai greci dell'AEK Atene con un contratto di due mesi che comprende un'opzione per estendere fino alla fine della stagione, opzione che poi viene effettivamente esercitata dal club. Tra novembre e marzo scende in campo in 7 partite di campionato. Gioca in Grecia anche nell'annata seguente, avendo firmato un accordo annuale con l'Aris Salonicco.
Il 27 settembre 2021 si accorda con i portoricani degli Indios de Mayagüez, mentre il 18 dicembre 2021 entra a far parte della franchigia dei Grand Rapids Gold appartenente alla G League.
Nel dicembre 2021, vista la particolare situazione che vedeva vari giocatori dei Miami Heat alle prese con i protocolli anti-COVID-19, la franchigia ingaggia Chalmers con un contratto di 10 giorni. Nonostante ciò, durante questo periodo trova mai spazio neppure per un minuto. Il 14 gennaio 2022 torna in G League passando agli Sioux Falls Skyforce.

## Statistiche
| † | Denota le stagioni in cui ha vinto un titolo |
| * | Primo nella lega                             |

### NCAA
| Anno       | Squadra         | PG  | PT | MP   | TC%  | 3P%  | TL%  | RP  | AP  | PRP | SP  | PP   |
| ---------- | --------------- | --- | -- | ---- | ---- | ---- | ---- | --- | --- | --- | --- | ---- |
| 2005-2006  | Kansas Jayhawks | 33  | 21 | 26,0 | 44,5 | 37,5 | 78,8 | 2,4 | 3,9 | 2,7 | 0,2 | 11,5 |
| 2006-2007  | Kansas Jayhawks | 38  | 37 | 29,2 | 49,1 | 40,4 | 77,0 | 3,0 | 3,3 | 2,6 | 0,4 | 12,2 |
| 2007-2008† | Kansas Jayhawks | 39  | 38 | 30,0 | 51,6 | 46,8 | 74,6 | 3,1 | 4,3 | 2,5 | 0,6 | 12,8 |
| Carriera   | Carriera        | 110 | 96 | 28,5 | 48,6 | 41,9 | 76,7 | 2,9 | 3,8 | 2,6 | 0,4 | 12,2 |

#### Massimi in carriera
- Massimo di punti: 30 vs. Texas-Austin (16 marzo 2008)[14]
- Massimo di rimbalzi: 9 vs. DePaul (8 dicembre 2007)
- Massimo di assist: 8 (5 volte)
- Massimo di palle rubate: 7 DePaul (8 dicembre 2007)
- Massimo di stoppate: 3 (2 volte)
- Massimo di minuti giocati: 40 (2 volte)

### NBA

#### Regular Season
| Anno       | Squadra           | PG  | PT  | MP   | TC%  | 3P%  | TL%  | RP  | AP  | PRP | SP  | PP   |
| ---------- | ----------------- | --- | --- | ---- | ---- | ---- | ---- | --- | --- | --- | --- | ---- |
| 2008-2009  | Miami Heat        | 82  | 82  | 32,0 | 42,0 | 36,7 | 76,7 | 2,8 | 4,9 | 2,0 | 0,1 | 10,0 |
| 2009-2010  | Miami Heat        | 73  | 22  | 24,8 | 40,1 | 31,8 | 74,5 | 1,8 | 3,4 | 1,2 | 0,2 | 7,1  |
| 2010-2011  | Miami Heat        | 70  | 28  | 22,6 | 39,9 | 35,9 | 87,1 | 2,1 | 2,5 | 1,1 | 0,1 | 6,4  |
| 2011-2012† | Miami Heat        | 64  | 64  | 28,5 | 44,8 | 38,8 | 79,2 | 2,7 | 3,5 | 1,5 | 0,2 | 9,8  |
| 2012-2013† | Miami Heat        | 77  | 77  | 26,9 | 42,9 | 40,9 | 79,5 | 2,2 | 3,5 | 1,5 | 0,2 | 8,6  |
| 2013-2014  | Miami Heat        | 73  | 73  | 29,8 | 45,4 | 38,5 | 74,2 | 2,9 | 4,9 | 1,6 | 0,2 | 9,8  |
| 2014-2015  | Miami Heat        | 80  | 37  | 29,6 | 40,3 | 29,4 | 77,4 | 2,6 | 3,8 | 1,5 | 0,1 | 10,2 |
| 2015-2016  | Miami Heat        | 6   | 0   | 20,0 | 31,3 | 9,1  | 92,3 | 2,3 | 3,2 | 1,3 | 0,2 | 5,5  |
| 2015-2016  | Memphis Grizzlies | 55  | 7   | 22,8 | 41,7 | 32,6 | 82,7 | 2,6 | 3,8 | 1,5 | 0,2 | 10,8 |
| 2017-2018  | Memphis Grizzlies | 66  | 10  | 21,5 | 37,9 | 27,7 | 85,5 | 2,4 | 3,0 | 1,2 | 0,2 | 7,7  |
| Carriera   | Carriera          | 646 | 400 | 26,7 | 41,7 | 35,1 | 79,3 | 2,5 | 3,7 | 1,5 | 0,2 | 8,9  |

#### Play-off
| Anno     | Squadra    | PG | PT | MP   | TC%  | 3P%  | TL%  | RP  | AP  | PRP  | SP  | PP   |
| -------- | ---------- | -- | -- | ---- | ---- | ---- | ---- | --- | --- | ---- | --- | ---- |
| 2009     | Miami Heat | 7  | 7  | 33,0 | 40,0 | 28,6 | 71,4 | 2,7 | 4,4 | 2,9* | 0,1 | 7,3  |
| 2010     | Miami Heat | 5  | 0  | 26,2 | 45,0 | 35,0 | 84,6 | 1,8 | 2,6 | 0,6  | 0,0 | 10,8 |
| 2011     | Miami Heat | 21 | 1  | 24,3 | 43,5 | 38,1 | 71,9 | 1,9 | 2,1 | 1,3  | 0,0 | 7,8  |
| 2012†    | Miami Heat | 23 | 23 | 35,6 | 44,2 | 35,9 | 71,7 | 3,7 | 3,9 | 1,2  | 0,3 | 11,3 |
| 2013†    | Miami Heat | 23 | 23 | 28,3 | 41,5 | 35,3 | 75,5 | 2,3 | 3,1 | 0,9  | 0,0 | 9,4  |
| 2014     | Miami Heat | 20 | 19 | 26,8 | 42,3 | 34,9 | 76,0 | 2,3 | 3,6 | 1,0  | 0,3 | 6,4  |
| Carriera | Carriera   | 99 | 73 | 29,1 | 42,9 | 35,7 | 74,2 | 2,5 | 3,2 | 1,2  | 0,2 | 8,8  |

#### Massimi in carriera
- Massimo di punti: 34 vs. Sacramento Kings (12 gennaio 2013)[15]
- Massimo di rimbalzi: 11 vs Indiana Pacers (22 maggio 2012)
- Massimo di assist: 13 (2 volte)
- Massimo di palle rubate: 9 Philadelphia 76ers (5 novembre 2008)
- Massimo di stoppate: 2 (7 volte)
- Massimo di minuti giocati: 53 vs Utah Jazz (14 marzo 2009)

## Palmarès

### NBA
- Campionato NBA: 2

Miami Heat: 2012, 2013
- All-Rookie Second Team: 2009

### NCAA
- Titoli NCAA: 1

Kansas Jayhawks: 2008
- MVP delle Final Four: 2008
- McDonald's All-American Game (2005)

### Titoli europei
- Basketball Champions League: 1

Virtus Bologna: 2018-2019
- Coppa di Grecia: 1

AEK Atene: 2019-2020